# Ишкэлэу
Ишкэлэу (рум. Işcălău) — село в Фалештском районе Молдавии. Является административным центром коммуны Ишкэлэу, включающей также сёла Бургеля и Долту.

## География
Село расположено на высоте 139 метров над уровнем моря.

## Население
По данным переписи населения 2004 года, в селе Ишкэлэу проживает 1092 человека (524 мужчины, 568 женщин).
Этнический состав села:
| Национальность | Число жителей | Процентный состав |
| -------------- | ------------- | ----------------- |
| молдаване      | 555           | 50.82             |
| украинцы       | 509           | 46.61             |
| русские        | 22            | 2.01              |
| румыны         | 3             | 0.27              |
| болгары        | 2             | 0.18              |
| прочие         | 1             | 0.09              |
| Всего          | 1092          | 100%              |